# Командный чемпионат СССР по спидвею 1971

## Класс «А»
| М | Команда                    | Матч | Очки |
| - | -------------------------- | ---- | ---- |
| 1 | «Нева», г. Ленинград       | 12   | 19   |
| 2 | «Локомотив», г. Даугавпилс | 12   | 14   |
| 3 | «Сибирь», г. Новосибирск   | 12   | 13   |
| 4 | «Тайфун», г. Владивосток   | 12   | 12   |
| 5 | «Корд», г. Балаково        | 12   | 12   |
| 6 | «Башкирия», г. Уфа         | 12   | 12   |
| 7 | «Радуга», г. Ровно         | 12   | 2    |

## Класс  «Б»

### 1 зона
| М | Команда                   | Матч | Очки |
| - | ------------------------- | ---- | ---- |
| 1 | «Турбина», г. Балаково    | 12   | 23   |
| 2 | «Салют», г. Саратов       | 12   | 17   |
| 3 | «Кузбасс», г. Кемерово    | 12   | 16   |
| 4 | «Урожай», г. Мелеуз       | 12   | 12   |
| 5 | «Жигули», г. Тольятти     | 12   | 10   |
| 6 | «Буровик», г. Октябрьский | 12   | 6    |
| 7 | «Искра», г. Краснокамск   | 12   | 0    |

### 2 зона
| М | Команда                   | Матч | Очки |
| - | ------------------------- | ---- | ---- |
| 1 | «Центр», г. Москва        | 12   | 18   |
| 2 | «Наири», г. Ереван        | 12   | 18   |
| 3 | «Карпаты», г. Червоноград | 12   | 18   |
| 4 | «Спартак», г. Кадиевка    | 12   | 16   |
| 5 | «Тайфун», г. Элиста       | 12   | 10   |
| 6 | «Автомобилист», г. Донецк | 12   | 4    |
| 7 | «Майкоп», г. Майкоп       | 12   | 0    |

## Медалисты
| «Нева», г. Ленинград       | В.Смирнов,В.Батурин, А.Белкин, В.Канунников, Ю.Ломбоцкой, Г.Иванов, Г.Маркатанов, В.Леонов, О.Добринский, А.Лысенко            |
| «Локомотив», г. Даугавпилс | А.Кузьмин, А.Петровский, И.Рыбников, В.Вольский, Ю.Ступаков, В.Диваков, А.Вингра, О.Исаев, А.Кравченко, В.Иванишин, Д.Васильев |
| «Сибирь», г. Новосибирск   | Ю.Дубинин, В.Дубинин, В.Пазников, В.Кочетов, В.Яловенко, А.Ивченко, Б.Вихорев, О.Рахимов, А.Павлюченко                         |